# مهدي بن عبار العنزي
مهدي بن عبار المقرن المعنى العنزي شاعر وإعلامي مخضرم من مؤسسين الاذاعة والتلفزيون السعودي والمهرجان الوطني للتراث والثقافة محرر صحفي وكاتب وعسكري سعودي سابق.

## الحياة الشخصية والتعليم
ولد في مدينة الرياض ثم انتقل إلى جدة ودرس في المعهد الوطني ومعهد التيسير ومعهد الصحافة بجدة. بقي في جده حتى نهاية السبعينات الميلادية ثم عاد الى الرياض وعين رئيس وحدة القلم بأمر من الملك عبد الله بن عبد العزيز آل سعود وعمل تحت ادارة الشيخ عبد العزيز التويجري و الأمير بدر بن عبد العزيز رحمهم الله. ثم تم تعيينه رئيسًا للفنون الشعبية و شعر النظم والمحاورة وإدارة الفعاليات الثقافية والأدبية في المهرجان الوطني للتراث والثقافة وهو المعلق الأول على سباقات الهجن الرسمية منذ عهد جلاله الملك فيصل بن عبدالعزيز يرحمه الله حتى عهد الملك سلمان بن عبدالعزيز.

## الحياة العملية
التحق بالحرس الوطني في بداية التسعينات الهجرية ولمدة ثلاثة عقود شارك خلالها مع زملائه في تطهير الحرم وحرب تحرير الكويت وحاز على أوسمه وأنواط عسكريه وعدد من الدورات في مجال تخصصه. في عام 1398 هـ كان من أوائل الرعيل الأول ومن مؤسسي إذاعة جده كمذيع ومعد ومقدم على الهواء في البرامج الوطنية وفي مجال البرامج الشعبية وتطوير وحفظ الموروث والادب الشعبي الأصيل والاركانات وتنفيذ الفترات. التحق بمعهد الإدارة بالرياض مبتعثا من قبل الحرس الوطني ودرس علوم المكتبات وحاز على المركز الأول. بعد تخرجه عين مديرا لمكتبة الفرقة 21بجدة ثم تم نقله إلى الرياض بأمر من سمو رئيس الحرس الوطني في ذلك الوقت الملك عبد الله يرحمه الله وعين مديرا عام لمكتبة المدارس العسكريه. في عام 1405 هجريه عمل في المهرجان الوطني للتراث والثقافة منذ انطلاقته وساهم في إبراز الأدب والشعر والألوان الشعبية من خلال المهرجان وكان رئيسا للجنة الشعر الشعبي، ورئيس الصالة الملكية التي يقدم من خلالها البرامج الشعبية والموروث الشعبي. عمل في إذاعة الرياض وكذلك مع التلفزيون السعودي ويعد أول من قدم برنامج شعبي للمورث يهتم بالشعر والادب وابراز الالوان الشعبية التي تشتهر بها مناطق المملكة والتعريف بثقافة كل منطقة من مناطق المملكة.
انتسب في جامعة الملك عبد العزيز لدراسة الاعلام وقبل ذلك كان مشرفا على ملحق للشعر والتراث في صحيفة عكاظ ولمدة ستة عشر عاما والتي مثلها كصحفي ومذيع لتغطية مناسبات الحج وبعض الأعمال الصحفيه الأخرى. بدأ في قصائد المناسبات في احتفال للحرس الوطني تحت رعاية الملك فيصل عام 1392 هجريه بجده ثم في حوليات الحج أمام «الملك خالد» و«الملك فهد» منذ عام 1397 هجريه وقتها لقبه الملك عبد الله ب«شاعر الحرس الوطني». ألقى الكثير من القصائد في مناسبات الحرس الوطني الرسميه والمهرجان قال عنه عبد الله بن خميس «ان قصائده يجب أن تدرس في الجامعات ويعمل عليها بحوث مما تحمله من رسائل للامة العربية والاسلامية في شتى قضاياها».

## مؤلفات
- ذكريات جميله
- علوم النشاما
- قصائد ومناسبات
- دمعه على كف سلطان
- الوطن
- قصائد محرمه